# Максиміліян Бжозовський
Максиміліян Іванович Березовський (Бжозовський, пол. Maksymilian Brzozowski; пом. 1659) — руський православний шляхтич, військовик та урядник Речі Посполитої.

## Життєпис
Згідно з гербовником А. Віюк-Кояловича, рід Березовських походив від Онисима Хведьковича, що переселився з захопленої московцями Смоленщини до Берестейщини. Його внук Іван Григорович, батько Максиміліяна, подибується серед свідків заповіту вітебського воєводи Миколая Сапеги (1598), в 1609 р. він продав частину села Завіши (пол. Zawiszy) Мозирського повіту. 
Максиміліян осів на Київщині, де мав значні маєтності, зокрема замок і волость Трипілля, набуте в 1633. Того самого року взяв участь у битві з османами під Кам'янець-Подільським як поручник гусарської хоругви Станіслава Любомирського, котрому завдячував подальшою кар'єрою. 1635 р. став київським підстолієм. В 1638 воював супроти запорозьких козаків, які зруйнували маєтність Трипілля. 4 грудня 1638 як один з комісарів Речі Посполитої підписав угоду з ними. У 1646—1648 роках — Київський підвоєвода.
З 1648 по 1653 посідав уряд київського каштеляна. Після виборного («елекційного») сейму разом з Адамом Кисілем був висланий до Б. Хмельницького для перемовин; схожу місію мав після Зборівської угоди. Воєвода берестейський з 6 травня 1653 року, з 1654 — тлумацький староста.
Один з небагатьох православних шляхтичів, мав тісні зв'язки з київською православною митрополією. Петро Могила присвятив йому свою працю «Літнос» (1642) як «статечному сину церкви святої». Надавав кошти для діяльности церкви, брав 1647 року участь у виборі Сильвестра Косова та Тризни — печерським архимандритом. Останні роки провів на Волині, не беручи участі в публічному житті.
Мав багатий архів у Полонному, який згорів під час війни.